# Monte Inasa
Monte Inasa (稲佐山 Inasa-yama?) es un cerro localizado al oeste de Nagasaki el cual tiene una altura de 333 metros. El teleférico llamado Nagasaki Ropeway permite a los turistas subir a la parte más alta de la montaña. Un corto paseo desde la estación del teleférico muestra varios edificios que cuentan con transmisores para las estaciones de radio y televisión que abastecen a Nagasaki y sus alrededores.
Hay una plataforma de observación que es popular entre los turistas que proporciona vistas espectaculares de la ciudad de Nagasaki, llamada "Vista nocturna de 10 millones de dólares" (1000万ドルの夜景 Issenmandoru no yakei?). El Monte Inasa es un lugar frecuentemente visitado por jóvenes parejas.